# NMT
NMT — Нордијски систем мобилне телефоније (норд. Nordisk MobilTelefoni или Nordiska MobilTelefoni-gruppen, енгл. Nordic Mobile Telephone) је мобилни систем прве генерације, заснован на аналогној технологији, развијен у нордијском региону. Развој овог система трајао је од 1970. до 1981. године. NMT мрежа је 1. септембра 1981. године први пут представљена јавности и то у Саудијској Арабији, месец дана пре њеног представљања у Шведској и осталим нордијским земљама. 

## Особине система
Постоје две верзије NMT мреже, то су NMT 450 (450 MHz) и NMT 900 (900 MHz). NMT 900, који је настао 1986. године, представља новију верзију овог система и он обезбеђује већи број канала у односу на NMT 450.
НМТ систем (првенствено 450 MHz) има једну предност у односу на GSM мрежу, а то је домет. Та предност се испољава у много бољој покривености територије сигналом у односу на GSM.
Први произвођачи мобилних телефона који подржавају NMT били су Нокија (у то време Нубира) и Ериксон.

## Употреба
систем је коришћен или се још увек користи у нордијском региону, Швајцарској, Холандији, Мађарској, Србији, Словачкој, Хрватској, Босни и Херцеговини, балтичким земљама, Русији и на Блиском истоку.
NMT се у данашње време сматра превазиђеним системом мобилне телефоније и полако излази из употребе.